# Funkadelic
Funkadelic este o trupă de muzică afroamericană, care a avut popularitate în anii '70. Alături de formația Parliament, și ea condusă de George Clinton, a început cultura muzicii funk în acel deceniu.

## Discografie

### Albume de studio
- Funkadelic (1970)
- Free Your Mind...and Your Ass Will Follow (octombrie 1970)
- Maggot Brain (iulie 1971)
- America Eats Its Young (iunie 1972)
- Cosmic Slop (iunie 1973)
- Standing on The Verge of Getting It On (septembrie 1974)
- Let's Take It to The Stage (iulie 1975)
- Hardcore Jollies (1976)
- Tales of Kidd Funkadelic (octombrie 1976)
- One Nation Under a Groove (septembrie 1978)
- Uncle Jam Wants You (1979)
- Connections & Disconnections (1980)
- By Way of The Dream (15 mai 2007)
- Toys (noiembrie 2008)

### Albume live
- Live: Meadowbrook, Rochester, Michigan - 12th September 1971 (7 mai 1996)

### Compilații
- Funkadelic's Greatest Hits (1975)
- The Best of The Early Years Volume One (1977)
- Music for Your Mother: Funkadelic 45s (1993)
- Hardcore Funk Jam (1994)
- The Best of Funkadelic: 1976-1981 (1994)
- Finest (1997)
- Ultimate Funkadelic (1997)
- The Very Best of Funkadelic 1976-1981 (`998)
- The Best (1999)
- Funk Gets Stronger (2000)
- The Complete Recordings 1976-81 (2000)
- Cosmic Slop (2000)
- Suitably Funky (25 iulie 2000)
- The Original Cosmic Funk Crew (septembrie 2000)
- Motor City Madness: The Ultimate Funkadelic Westbound Compilation (2003)
- The Whole Funk & Nothing But The Funk: Definitive Funkadelic 1976-1981 (7 februarie 2005)
- Funkadelic (2007)

## Membri
- George Clinton (n. 1941)
- William "Bootsy" Collins (n. 1951)
- Mickey Atkins
- Harold Beane
- Jerome "Bigfoot" Brailey (n. 1950)
- Ron Bykowski
- Catfish Collins (1944-2010)
- Rodney Curtis
- Ray Davis (1940-2005)
- Ron Ford
- Mallia Franklin (1952-2010)
- Lawrence Fratangelo
- Ramon "Tiki" Fulwood (1944-1979)
- Glen Goins (1954-1978)
- Michael Hampton (n. 1956)
- Clarence "Fuzzy" Haskins (n. 1941)
- Eddie Hazel (1950-1992)
- Tyrone Lampkin
- Lynn Mabry
- Thomas "Pae-dog" McEvoy (1947-1987)
- DeWayne "Blackbyrd" McKnight
- Walter "Junie" Morrison (n. 1954)
- Cordell "Boogie" Mosson (n. 1952)
- Billy "Bass" Nelson (n. 1951)
- Maceo Parker (n. 1943)
- Lucius "Tawl" Ross (n. 1948)
- Garry Shider (1953-2010)
- Dawn Silva
- Calvin Simon (n. 1942)
- David Spradley
- Grady Thomas (n. 1941)
- Frankie "Kash" Waddy
- Fred Weslwy (n. 1943)
- Bernie Worrell (n. 1944)
- Philippé Wynne (1941-1984)